# William Wollaston
Pour le physicien et chimiste anglais, voir William Hyde Wollaston.
William Wollaston (26 mars 1659, Coton Clanford (Staffordshire) - 29 octobre 1724, Londres) est un philosophe et un moraliste rationaliste anglais. Ses doctrines morales ont influencé la philosophie du XVIIIe siècle.

## Biographie
Après des études à l'université de Cambridge, Wollaston fut enseignant à Birmingham (1682) et est ordonné prêtre peu après.
Wollaston est surtout connu comme le penseur du concept de religion naturelle, qu'il développa dans son traité Natural religion delineated (1re éd. 1722; 2nde éd. 1724, 8e éd. 1750), et qui eut une influence décisive sur Jean-Jacques Rousseau et, par delà, suscita le dogme déiste de certains révolutionnaires français (Culte de la Raison et de l'Être suprême).
Ce livre se propose d'examiner s'il existe une religion « naturelle » et, dans l'affirmative, de déterminer sa consistance. Wollaston commence par poser en principe que religion et morale ne sont qu'une seule et même chose ; puis il s'efforce de montrer que la religion n'est elle-même autre que « la quête du bonheur selon la vérité et la Raison ». Il assimilait le Mal à la négation pratique du Vrai, et le Bien à son affirmation.